# موتور حسن کوسه
موتور حسن کوسه یک منطقهٔ مسکونی در ایران است که در دهستان پیرسهراب واقع شده‌است. موتور حسن کوسه ۲۳ نفر جمعیت دارد.